# منطقة انتقالية (الأرض)

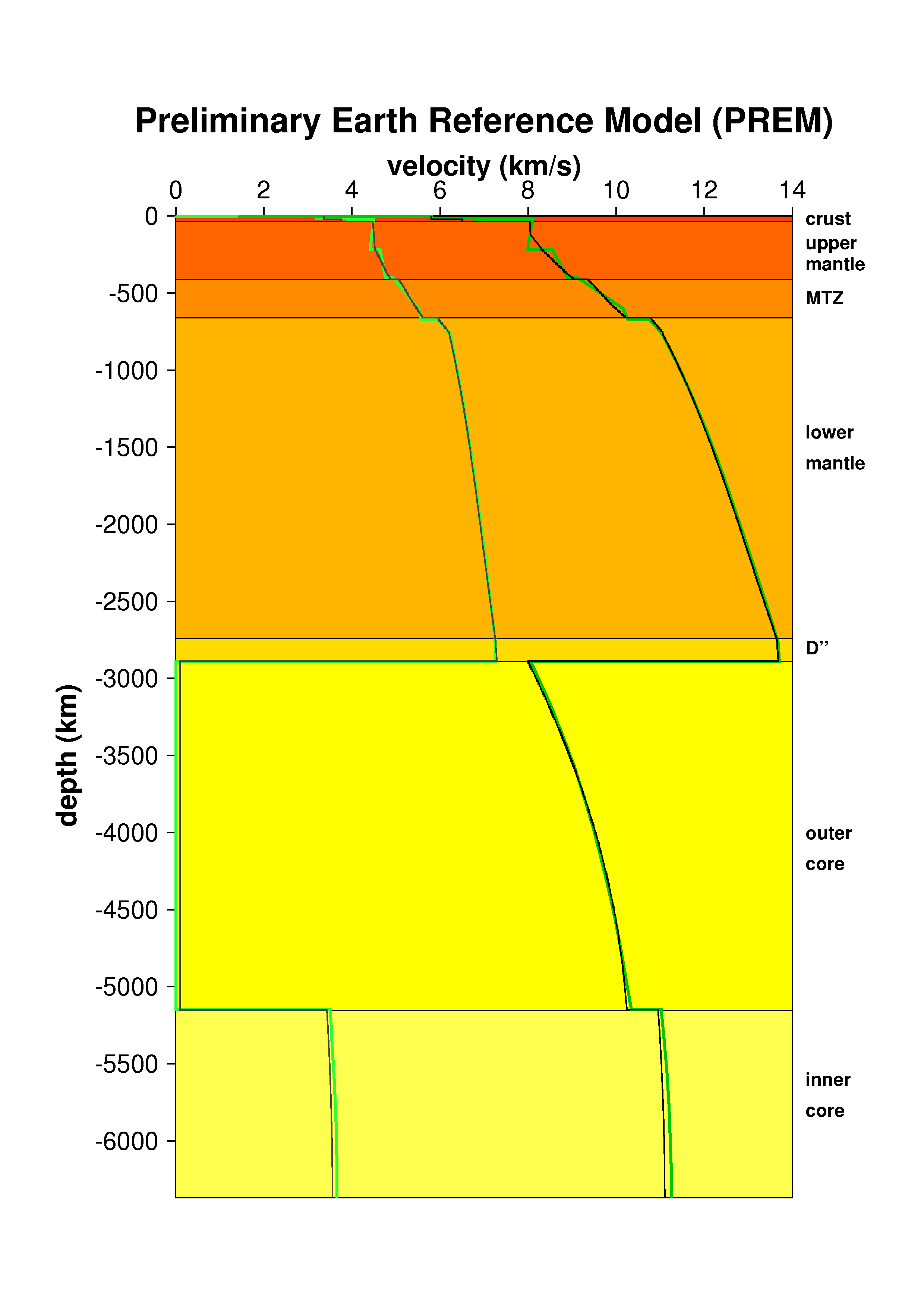
النموذج المرجعي الأولي للأرض 1981، يعطي سرعات الموجات S وP (خطوط خضراء فاتحة وداكنة) في باطن الأرض مقارنة بنموذج IASP91 الأحدث (خطوط رمادية وسوداء رفيعة).

المنطقة الانتقالية هي جزء من الدثارالأرضي، وتقع بين الدثار السفلي والدثار العلوي وعلى عمق 410 و660 كم. يشمل الدثار الأرضي المنطقة الانتقالية التي تتكون أساسًا من البيريدوتيت، وهي الصخور النارية فوق القاعدية.
ينقسم الدثار إلى الدثار العلوي والمنطقة الانتقالية والدثار السفلي نتيجة للانقطاعات المفاجئة للسرعات الزلزالية-على أعماق من 410 و 660 كم. ويعتقد أن هذا يحدث نتيجة لإعادة ترتيب الذرات في الأوليفين (الذي يشكل جزءًا كبيرًا من البيريدوتيت) على عمق 410 كم، لتشكيل هيكل كريستالي أكثر كثافة نتيجة لارتفاع الضغط وزيادة العمق. تشير الأدلة أسفل من العمق 660 إلى أن الذرات تعيد الترتيب من جديد لتشكيل هيكل كريستالي أكثر كثافة. ويمكن رؤية ذلك باستخدام موجات الجسم من الزلازلالمتحولة والمنعكسة أو المنكسرة على الحدود ويمكن توقعها من خلال الفيزياء المعدنية، حيث إن تغير المرحلة مرتهن بدرجة الحرارة والكثافة ومن ثم مرتهن بالعمق.

## انقطاع 410 كيلومترات
تتم مشاهدة قمة واحدة في جميع البيانات الزلزالية عند 410 كم والتي يتم التنبؤ بها بانتقال فردي من الشكل ألفا α- إلى β- Mg2SiO4 (الأوليفين إلى الوادسلايت). ومن منحدر كلابيرون يمكن توقع ضحالة الانقطاع في المناطق الباردة، مثل الاندساس، ويكون أعمق في المناطق الأكثر دفئًا، مثل أعمدة الدثار.

## انقطاع 660 كيلومترًا
هذا الانقطاع هو أكثر الانقطاعات تعقيدًا. يظهر في سوابق الزلازل بي بي (وهي الموجة التي تُعكس من الانقطاع مرة واحدة) فقط في بعض المناطق ولكنه واضح دائمًا في سوابق الزلازل إس إس. ويرى كانعكاس مفرد ومزدوج في دوال المُستقبِل بالنسبة لتحولات بي (P) إلى إس (S) لمدى واسع من الأعماق (640 حتى 720كم). يتنبأ منحدر كلابيرون بوجود انقطاع أعمق في المناطق الباردة وضحالة انقطاع في المناطق الساخنة.

## الانقطاعات الأخرى
يوجد مرحلة انتقالية كبيرة أخرى على بعد 520 كم والذي ربما ينقسم إلى قسمين انتقاليين على بعد 500كم و 560كم. وهناك حاجة إلى مرحلة انتقالية متعددة لتفسير هذا الأمر وربما يكون ذلك عبر تحولات الأوليفين من (β إلى γ) و الجرانيت في دثار بيولايت .
وقد تم اقتراح مراحل انتقالية غير متعارف عليها عالميًا أخرى على أعماق مختلفة.